# Acedesta picicolor
Acedesta picicolor är en fjärilsart som beskrevs av Turner 1940. Acedesta picicolor ingår i släktet Acedesta och familjen praktmalar, Oecophoridae. Inga underarter finns listade i Catalogue of Life.